# Ádám (Biblia)
Ádám (héberül: אָדָם ʾĀdam, görögül: Ἀδάμ Adam, latinul: Adam, arabul: آدم ʾĀdam) a teremtéstörténet egyik szereplője a Bibliában, Mózes első könyvében és a Koránban. Az ábrahámi vallások teremtéstörténete alapján az első ember. Mind Mózes könyvében, mind pedig a Koránban Ádám és Éva kiűzetnek az Édenből, mert Isten vagy Allah parancsa ellenére ettek a tiltott gyümölcsből.
A kreacionizmus és a bibliai irodalom különböző formái Ádámot történelmi személyként tartják számon. A tudományos bizonyítékok nem támasztják alá azt az elképzelést, hogy az egész emberi populáció egyetlen embertől származik. A genetikusok az Y-kromoszomikus Ádám nevet adták annak az embernek, akitől az összes élő ember örökölte az Y-kromoszómát (amely csak apáról fiúra öröklődik). Bár ez szándékos utalás a teremtési mítoszra, ennek az embernek az identitása az idő múlásával változik, mivel a különböző családok kihalnak, és sok más ember élt ugyanabban az időben, mint bármely adott Y-kromoszomális Ádám.
Az adam szó a Bibliában névmásként is használatos, egyénileg „emberként”, kollektív értelemben pedig mint „emberiség”. A bibliai Ádám (ember, emberiség) az adamahból (föld) van teremtve.

## Eredet

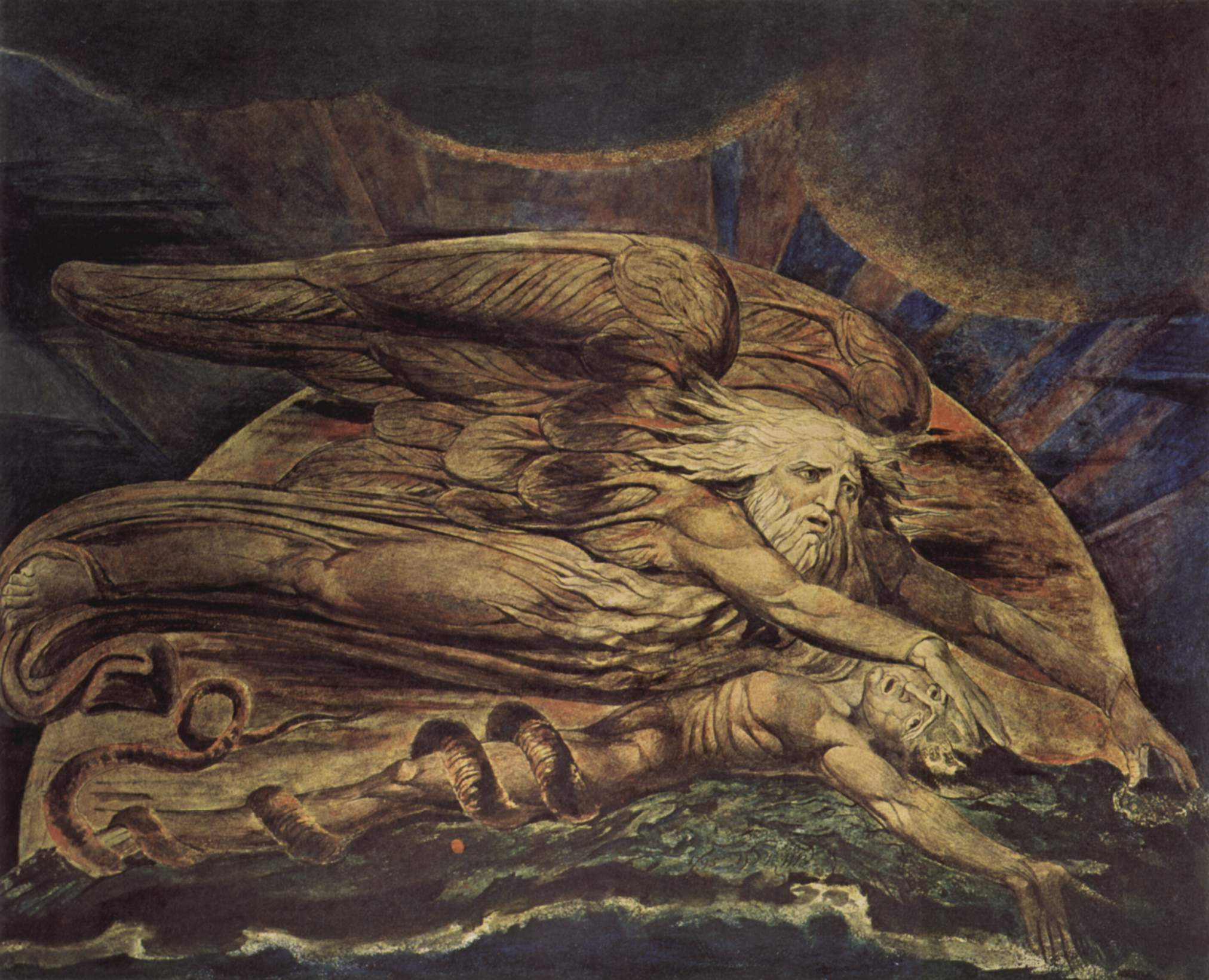
És Elohim teremté Ádámot, William Blake

A tudósok többsége úgy véli, hogy Mózes első könyve a perzsa időszakból (az 5. és 4. századból) származik, de az első 11 fejezetben megjelenő személyek és események hiánya a héber Biblia többi részéből (Ádám csak az 1–5. Fejezetben jelenik meg, kivéve a Krónikák első és második könyvében, ahol, mint az 1Mózes-ben, Izrael őseinek listáját vezeti) sokakat arra a következtetésre juttatott, hogy az első 11 fejezetet, viszonylag később, körülbelül a 3. században állították össze.

## Használata

### Az emberiség – emberi lény – férfi egyén
A Biblia ezt a szót használja אָדָם („adam”) aminek számos értelmezése van: együttesen („emberiség”, 1. Mózes 1:27), egyénileg („ember”, 1. Mózes 2: 7), nem nem-specifikusan („férfi és nő”, Genesis 5: 1). 2) és férfiemberként (1Mózes 2: 23-24). A Mózes 1:27-ben az „adam” szó kollektív értelemben van használva, és a kölcsönhatás „Ádám” az egyén között és az "emberiség" között egy kulcsfontosságú irodalmi komponens azokhoz az eseményekhez, amik az Édenben történnek. Az 1Mózes 2:7 az első versszak, ahol „Ádám” egyéni személyként jelenik meg (az első ember), a nemi kontextus nincs megemlítve; a nemek közti különbségtétel később az 1Mózes 5:1-2-ben jeleink meg, mint „férfi és nő”.

### Kapcsolat a földdel
Egy ismétlődő irodalmi motívum az Ádám és a föld közötti kapcsolat (adamah): Isten Ádámot a föld porából formálja meg a teremtéstörténet utolsó szakaszában. Az ártatlanság elvesztése után, Isten megátkozza Ádámot és a földet büntetésként az engedetlenségéért. Ádám és az emberiség átkának következménye az, hogy meghaljon és visszatérjen a földbe amiből alkotva lett. Ez a „földi” szempont Ádám azonosságának egy fontos összetevője. Maga Isten, aki a föld mind a négy sarkából minden színű földet gyűjtött (vörös, fekete, fehér és zöld), létrehozta Ádámot, ahol Ádám lelke Isten képe.

## A héber bibliában (Ószövetség)

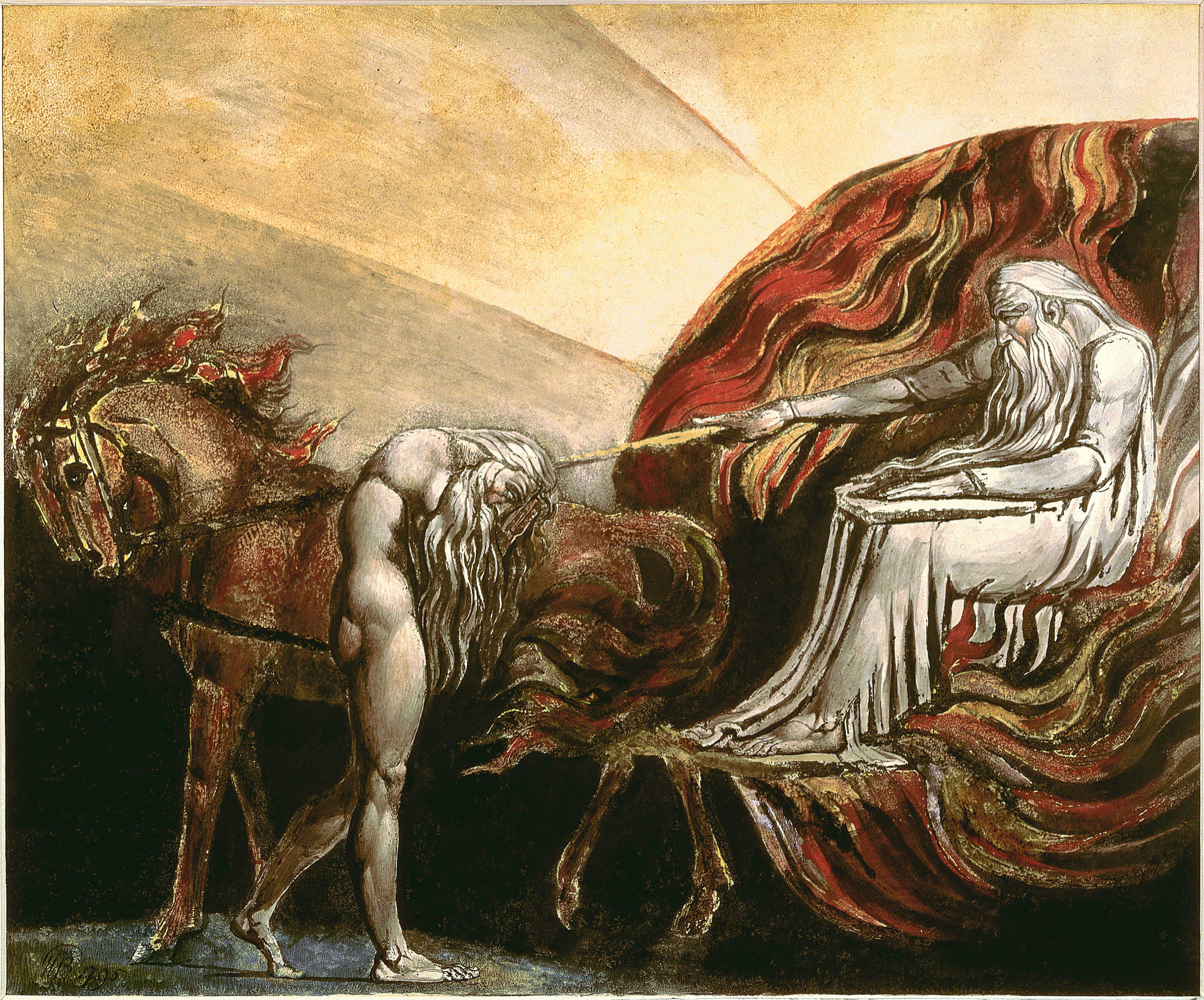
Isten megítéli Ádámot, William Blake, 1795

Az 1Mózes 1-ben a világ teremtéséről szól, Isten teremtményeiről, az emberiség pedig az utolsó ezek közül: „Férfivá és nővé teremtette, megáldotta, és embernek nevezte őket teremtésük napján.” (1Mózes 5: 2). Isten megáldja az emberiséget, megparancsolja, hogy „gyarapodjanak és szaporodjanak”, és hatalmat ad nekik a tenger halai és az ég madarai, valamint a szarvasmarha, és az egész föld, és minden csúszó-mászó dolog felett, ami a földön él (1.Móz. 1.26–27).
Az 1Mózes 2-ben, Isten „Ádámot” képez, ezúttal egy férfi embert jelent, „a föld porából”, és „bele leheli az orrába az élet lélegzetét” (1Mózes 2: 7). Ezután Isten elhelyezi ezt az első embert az Éden Kertjébe, mondván neki, hogy „A kert minden fájáról szabadon ehetsz, de a jó és a rossz tudásának fájáról nem ehetsz, mert ha eszel róla, meg kell halnod.” (1Mózes 2: 16–17). Isten megjegyzi, hogy „Nem jó, hogy az ember egyedül legyen” (1Mózes 2:18), és odahozza az állatokat Ádámhoz, aki megadja nekik a nevüket, de az összes állat között nem találtak társat neki (1Mózes 2:20). Isten mély álmot adott Ádámra és nőt alkot oldalbordájából (1Mózes 2: 21–22), és miután Ádám felébredt, üdvözli őt, mint segítőjét.
1Mózes 3, a bukás története: A kígyó meggyőzi az asszonyt, hogy szegje meg az Isten parancsolatát és egyen a mindentudásfának gyümölcséből, amely bölcsességet ad. A nő meggyőzi Ádámot is, hogy hasonlóképpen cselekedjen, miután tudatában vannak a meztelenségüknek, elfedik magukat, és elrejtőznek Isten elől. Isten kérdőre vonja Ádámot, aki a nőt hibáztatja. Isten meghozza az ítéletet, először a kígyó számára, aki a hasán fog kúszni ezután, aztán az asszonynak, aki fájdalmasan fog gyermeket szülni és férje alá lesz rendelve, és végül Ádám számára, akit a föld fölötti kemény munkára ítél, hogy nehézséggel keresse meg kenyerét, majd miután meghalt, visszatérjen abba földbe, amit művelt. Ezután Isten kiűzi a férfit és a nőt a kertből, hogy ne ehessenek az élet fájáról és ezáltal halhatatlanná váljanak.
Az 1Mózes 4. fejezete Ádám fiainak, Kainnak és Ábelnek a születésével és az első gyilkosság történetével foglalkozik, ezt követi egy harmadik fiú, Sét, születése. Az 1. Mózes 5 Ádám nemzetségének könyvének is nevezhető, mivel felsorolja Ádám leszármazottait Séttől egészen Noéig,elsőszülött fiaik születésének idején lejegyzett korukkal (kivéve Ádám, akinek életkora Sét születésekor meg van adva) és életkorukat halálukkor (Ádám 930 évet élt). A fejezet feljegyzi, hogy Ádámnak számos fiai és lányai születtek Sét után, viszont név szerint nincsenek megemlítve.

## Poszt-biblikus zsidó hagyományok

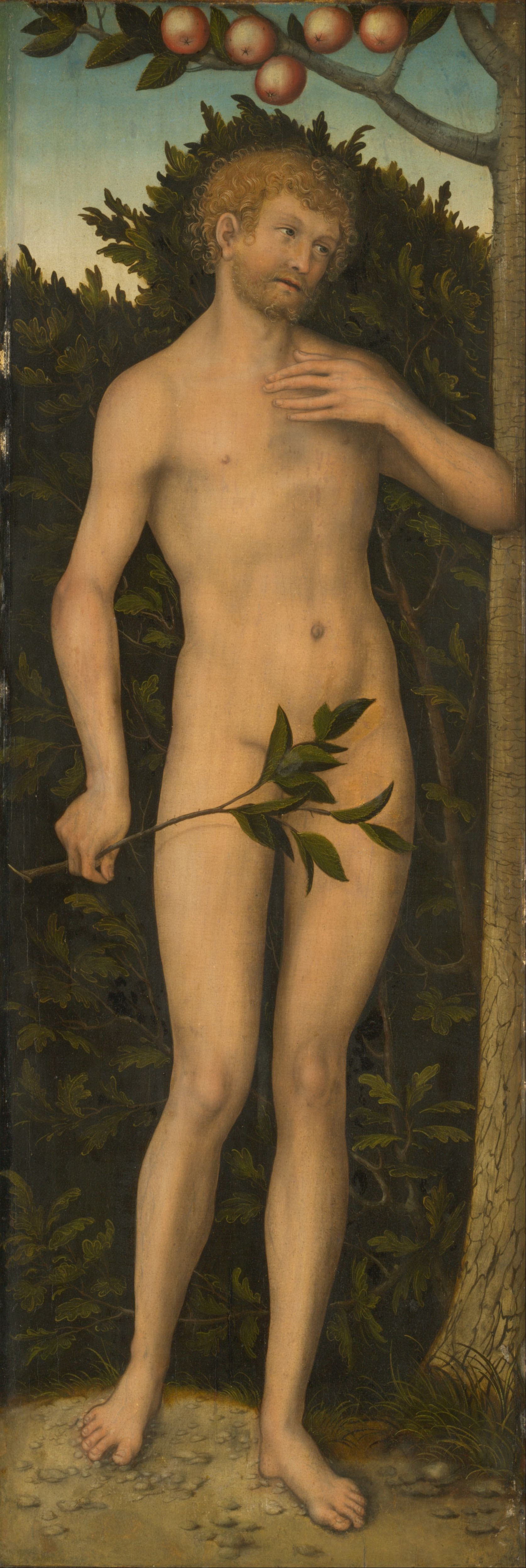
Ádám, id. Lucas Cranach

### A test
Ádámnak fényteste volt, amely megegyezik az Isten által az első napon létrehozott világossággal. A zsidó misztikus hagyomány szerint Ádám eredeti dicsősége visszanyerhető Isten misztikus szemlélésével.

### Ádám, Lilit és Éva
Az 1Mózes első versétől megzavarodott rabbik azt állítják, hogy Isten együtt teremtette az embert és a nőt, továbbá azt is, hogy amikor Isten megteremtette Ádámot, az asszonyt is a porból hozta létre, ahogy Ádámot, és elnevezte Lilitnek; de a pár nem értett egyet egymással, mert Ádám azt akarta, hogy Lilit közösüljön vele, Lilit pedig nem akarta ezt és így elmenekült tőle, ezután pedig Éva Ádám bordájából jött létre. Más rabbik ugyanazt a verset úgy magyarázzák, hogy Ádám két arccal lett teremtve, egy férfiéval és egy nőével, vagy akár mint egy hermafrodita lény, nő és férfi egyesülve, de Isten látta, hogy ettől nehézzé vált a járás és a beszéd képességei, ezért szétválasztotta őket.

### Eredendő bűn
A kígyó inkább Évát közelítette meg, mintsem Ádámot, mivel Ádám a saját füleivel hallotta az Úr szavait, míg Éva csak Ádám elbeszéléseiből tudta azt; Éva belekóstolt a gyümölcsbe, ámde ennek következtében felvilágosodott, hogy meg fog halni és ezért úgy gondolta, hogy jobb lenne az, ha Ádámot is tőrbe csalná, hogy ő is meghaljon és ne tudjon más nőt a helyébe szerezni. Ádám mit sem tudva mit tesz, evett a gyümölcsből, viszont később mély bánat töltötte el. Miután Ádám a feleségét hibáztatta, amiért tőrbe csalta és evett a gyümölcsből, Isten megdorgálta, mivel férfiként engedelmeskedett a feleségének, amit nem kellett volna, hisz a férfi a fej, nem pedig az asszony.

### Ádám és Éva gyermekei
Ádám visszavonult Évától a kiűzetéstől számítva 130 évig, és ez időben ő is és felesége is démonokkal folytattak szexuális kapcsolatot, egészen addig amíg újra nem kerültek össze és megszületett fiúk, Sét. Egy 2. századbeli héber vallásos mű, a Jubileumok könyve, leírja hogy miként született Ádámnak egy lánya, Awan, Káin és Ábel után, aztán pedig még egy, Azura, aki pedig Sét után született, később pedig még kilenc fiuk született; Káin feleségül vette Awant, Sét pedig Azurát. Mózes apokalipszise leírja Ádám bűnbánatát, amit Isten megjutalmazott és a paradicsomba vitte őt, ami előre vetítette az igazak sorsát a világ bevégeztekor.

### Ádám halála és temetése
Mihály arkangyal, Éva és fia Sét, akik ebben az időben még éltek, együtt jelentek meg Ádám temetésén, akit meggyilkolt fia, Ábel mellé temettek. Mivel Ádám és Éva megbánták bűneiket, Isten fényes köntösöket adott nekik, hasonló ahhoz a köntöshöz, amit a Messiás fog viselni eljövetelekor.
Mózes apokalipszise szerint, ami feltehetően egy Kr.u. 1. században keletkezett zsidó mű, Salamon templomának oltárja a világ közepe, és a bejárat Isten Édenkertjébe, és egyben az a hely is, ahol Ádám teremtve és eltemetve lett.

### Hozzáállás Ádám felé
A 17. századi Kav ha-Yashar c. könyvben a szerző figyelmeztet arra, hogy ne beszéljünk negatívan Ádámról, és azt írja, hogy azok, akik pozitívan beszélnek róla, hosszú életűek lesznek. Hasonló figyelmeztetés található a Zóhárban.

### Ádám és Raziel angyal
A Sefer Raziel HaMalakh ריאל המלאך) (Raziel az angyal) ezoterikus írások gyűjteménye, valószínűleg ugyanazon kéz által összeállított és szerkesztett mű, de eredetileg nem egy szerző munkája, amelyet a hagyományok úgy tartanak, hogy Raziel angyal Ádámnak adott kijelentéseinek gyűjteménye . A könyv a 13. századtól korábbra nem datálható, ámde néhány rész a késő ókorba nyúl vissza, és mint számos ősi szöveg, mint például a Bahir vagy a Sefer Yetzirah, számos változtatás alatt ment át. Zunz három fő részt különböztet meg: (1) Ha-Malbush könyve; (2) A hatalmas Raziel; (3) A titkok könyve, vagy Noé könyve. Ez a három rész teljesen megkülönböztethető. Ezek után két rövidebb fejezet következik, „Teremtés” és „Shi'ur Komah” címekkel.

## A kereszténységben

### Eredendő bűn
A kereszténység az emberi természetet Ádám bűne miatt visszavonhatatlanul megpecsételtnek mondja. Ez a felfogás nem található meg a judaizmusban (sem az iszlámban) és eredete Pál apostolhoz vezethető vissza, aki a zsidó nézetekkel ellentétben úgy vélte, hogy az Ádám által földre hozott bűn halált von maga után. A bűn, Pál számára, egy olyan természetfölötti erő volt, ami minden embert az uralma alá hajtott, viszont Krisztus eljövetele megtöri ezt a fogságot és az igazaknak helyet kínál a Paradicsomban, ahonnan Ádám bűne miatt lett száműzve az emberiség. Ő nem örökölte ezt a bűnt, ami eredetileg biológiailag emberről emberre szál. Hippói Szent Ágoston volt az, aki megpróbálta ezt a bűnt a férfi spermában lokalizálni; amikor Ádám és Éva ettek a gyümölcsből, megszégyenültek és eltakarták nemi szerveiket, ezzel is utalva arra, hogy az az a hely, ahonnan a bűn tovább fog tudni szaporodni az eljövendő generációkra. Egyedül csak Jézus Krisztus, aki nem emberi megtermékenyítés által fogant, nem volt a bűn bélyegzése alá rendelve. (Ágoston hipotézise az ősi világ biológia tudományára volt alapozva, miszerint a férfi sperma tartalmazta a meg nem született embert, a nő teste pedig nem volt más, mintsem egy tápláló test, amiben ez fejlődhetett.)

### Ádám sírja: a Golgota helyettesíti Salamon templomát
Amint már említésre került feljebb, Mózes apokalipszise, egy 1. századbeli zsidó mű, Ádám teremtésének és sírjának helyét ugyanarra a pontra helyezi, Salmon templomának az oltára alá, amit a világ közepének tart és a kapunak, ami az Édenkertbe vezet. Az ősi keresztény egyház saját Golgota legendájukba is bevette ezt a nézetet, felcserélve az oltárt Jézus keresztre feszítésének helyével. Keresztény mondák szerint, Órigenész idején (korai Kr.e. 3. század) a Krisztus vére életre keltette az emberiség atyját, aki ezután azokat a szenteket vezette, akik az Írásokban sokaknak megjelentek Jeruzsálemben azon a napon.

## Az iszlámban

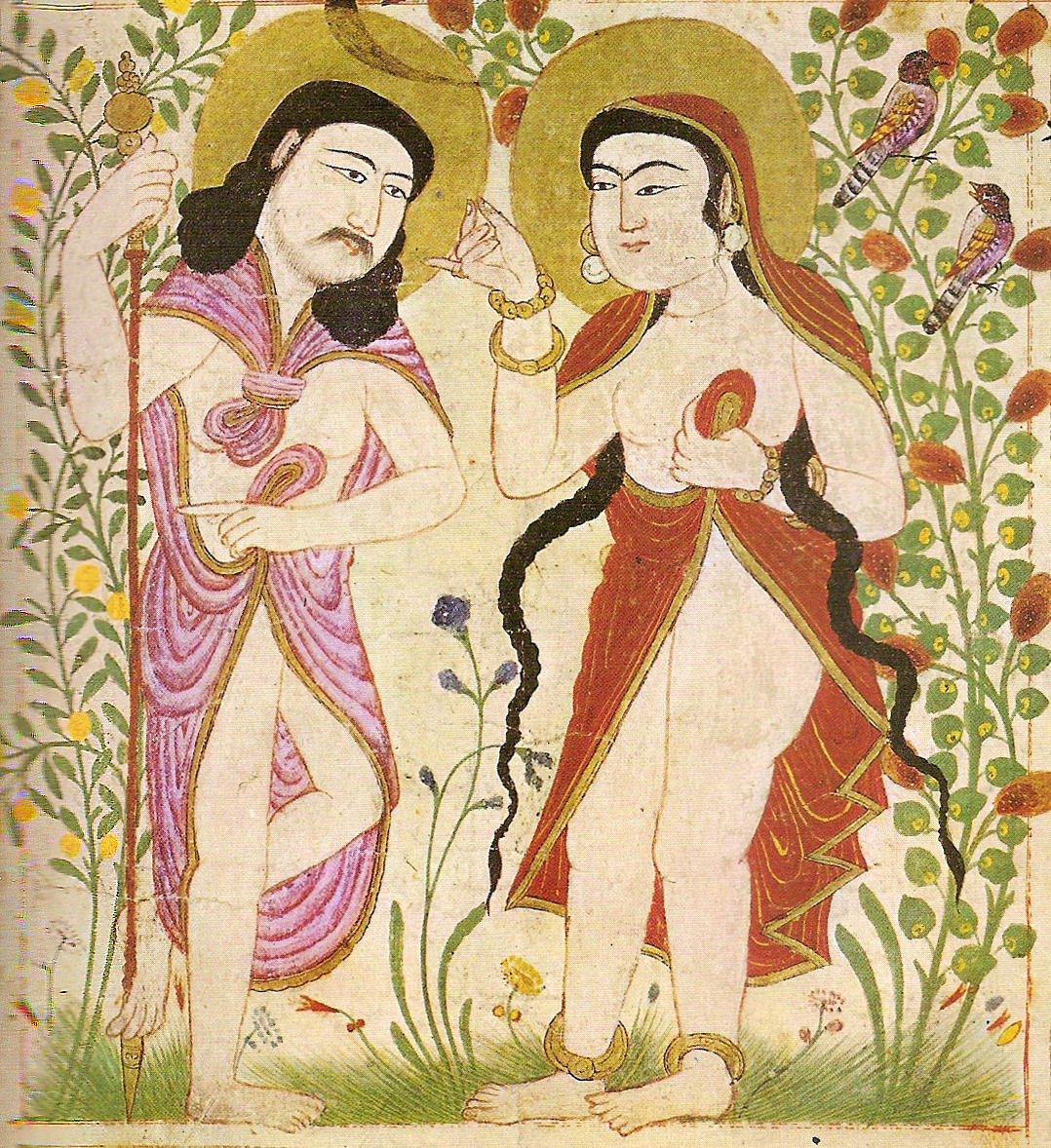
Ádám és Éva, Manafi al-Hayawan (Hasznos állatok), Maragheh, Irán, 1294–99

Az iszlámban, Isten megteremtette Ádámot (arabul: آدم) egy maréknyi földből, ami a föld minden részéről származott, ami megmagyarázza az emberiség különféle bőrszíneit. Az iszlám teremtéstörténet alapján, Ádám az iszlám egy prófétája volt és az első muszlim. A Korán szerint minden próféta ugyanazt az Isten alá való rendeltséget prófétálta.
Ádám és Éva mindketten ettek a Halhatatlanság fájáról, és mindketten hibásak voltak, mivel Éva nem csapta be Ádámot és nem evett őelőtte, ezért Éva nem hibáztatható a gyermekszülés fájdalmaiért, mivel Isten soha nem büntet meg egy személyt más valaki bűneiért. A Síita iszlám nem is tartja tettüket bűnnek, mivel az engedelmesség és az engedetlenség csakis a Földön voltak lehetségesek, viszont a Paradicsom a Mennyben volt. Ádám egy indiai hegyre hullott le, a legmagasabbra, ami a legközelebb van a mennyekhez és Isten onnan Mekkába küldte, ahol megbánta bűneit és bűnbocsánatot nyert. Itt megépítette az első szentélyt (Kába szentély, amit később Ábrahám újra felépített, megtanulta a Haji rituálét és ruhát szőtt magának és Évának, majd visszatért Indiába ahol 930 évesen halt meg. Összesen 1400 gyermeke született.
Az Ahmadijja szekta szerint Ádám nem volt az első ember, hanem inkább úgy tartja, hogy mikor az emberiség létrejött, szétszóródott a földön és kifejlesztették a megvilágosodás képességét, Isten elküldte Ádámot minden civilizációhoz és népcsoporthoz. Mirha Ghulam Ahmad-nak, a közösség alapítója, kijelentett látomásai szerint a Koránban szereplő Ádám 4,598 évvel Mohamed előtt született.
A Koránban Ádám Istentől kapott nevet (Adam-I-Safi), aminek jelentése A kiválasztott.

## Ádám koponyájának sírja vagy temetkezési helye
- - Machpelah-barlang Hebronban; a hagyományos zsidó vallás szerint
  - Salamon temploma ; a zsidó Mózes Apokalipszie szerint
  - Golgota ; most Ádám kápolnája a Szent Sír templomában, Jeruzsálemben; Mózes Apokalipszisén alapuló keresztény hagyomány szerint
  - Jeruzsálemben A Kereszt kolostora ; keresztény hagyomány szerint
  - Imam Ali mecset Najafban; Shia hagyomány szerint.

## Fordítás
- Ez a szócikk részben vagy egészben  az   Adam című angol Wikipédia-szócikk fordításán alapul.  Az eredeti cikk szerkesztőit annak laptörténete sorolja fel. Ez a jelzés csupán a megfogalmazás eredetét és a szerzői jogokat jelzi, nem szolgál a cikkben szereplő információk forrásmegjelöléseként.